# John Österholm

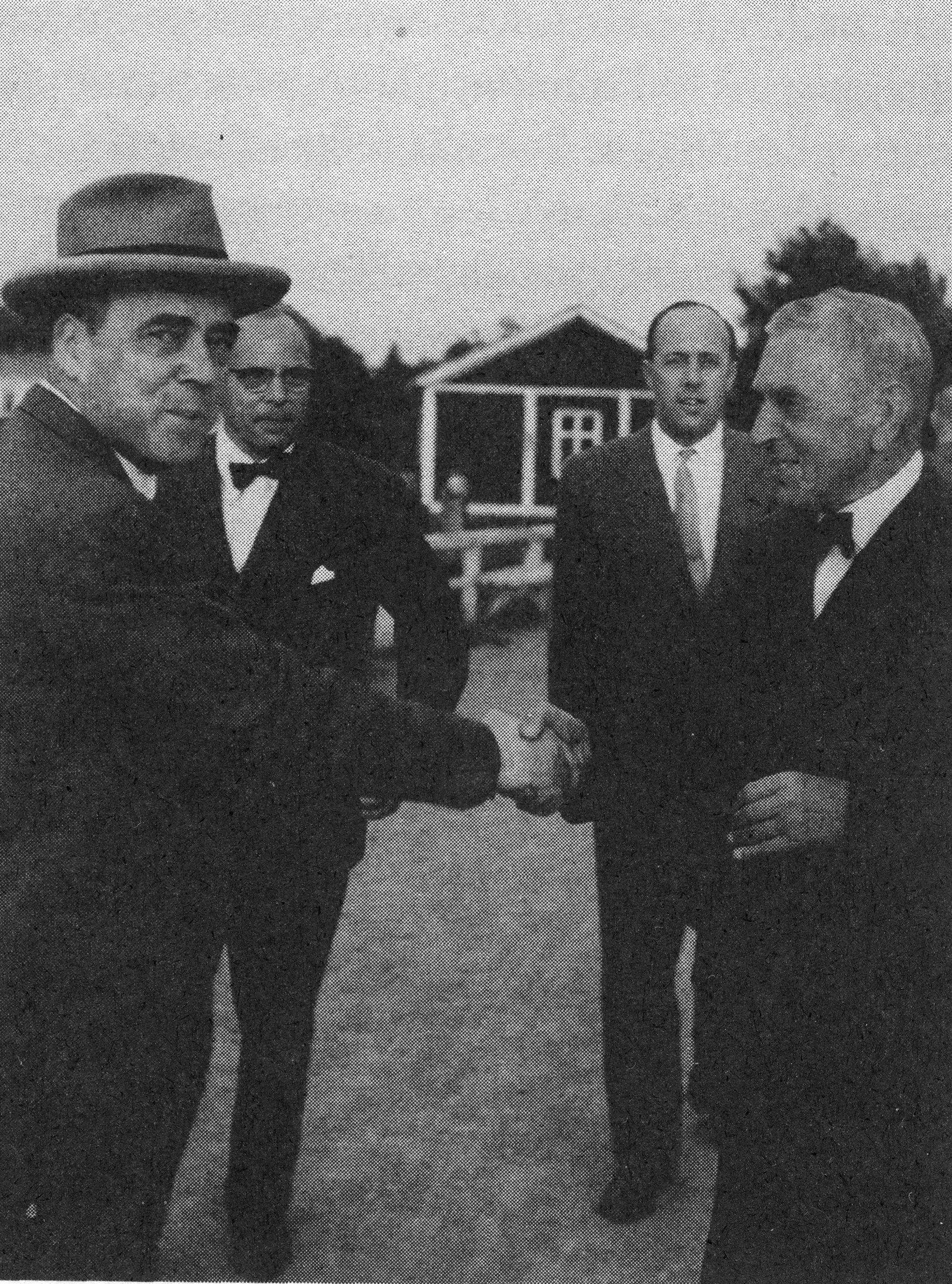
Ralf Törngren och Österholm

John Emil Österholm, född 5 oktober 1882 i Ekenäs, Finland, död 16 november 1960 i Helsingfors, var en finlandssvensk politiker och folkbildningsman.

## Biografi
År 1906 avslutade Österholm pågående universitetsstudier för helt ägna sig åt folkbildning. Han gjorde studieresor till Sverige och Danmark för att se hur folkhögskolor byggts upp i dessa länder. Samma år anställdes han som lärare vid folkhögskolan i Östra Nyland utanför Lovisa. Han var sedan skolans rektor från 1908 till 1923. Hans intresse för folkbildningen och dess politiska betydelse följde honom senare genom hela livet. I samklang med hans uppdrag inom politiken verkade han som rektor vid Helsingfors stads svenska arbetarinstitut (Arbis) fram till 1950.
Österholm verkade som politiker inom Svenska Folkpartiets (SFP) liberala sida. Under sin rekordlånga riksdagsmannakarriär för detta parti 1919-60 utsågs han till ordförande för den svenska riksdagsgruppen 1944. När Finland 1941 beredde sig för att delta i det tyska anfallskriget på östfronten tillhörde han de kritiska rösterna som hävdade att en orientering mot Tyskland skulle riskera skada relationerna till de övriga nordiska länderna.
Efter andra världskrigets slut ingick han som medlem i den finska delegation som skickades till fredsförhandlingarna i Paris 1946. Han fick därefter under slutet av 1940-talet en central ställning inom såväl regeringsförhandlingarna som för SFP:s inställning till kommunisternas regeringsduglighet vid ingåendet av VSB-pakten med Sovjetunionen. Under 1950-talet var han en ivrig förespråkare till ett närmande till de andra nordiska länderna och för Finlands medlemskap i Nordiska rådet.
Österholm var styrelseledamot i Svenska Folkskolans Vänner mellan 1923 och 1944 samt 1943 tilldelades han hederstiteln skolråd. Han innehar vid sidan om Ilkka Kanerva fortfarande rekordet i att sitta i riksdagen i Finland.  

## Utmärkelser
- Kommendörstecknet av Finlands Lejons orden[3]
- Kommendör av Nordstjärneorden[3]

[Redigera Wikidata]